# Maurice Block

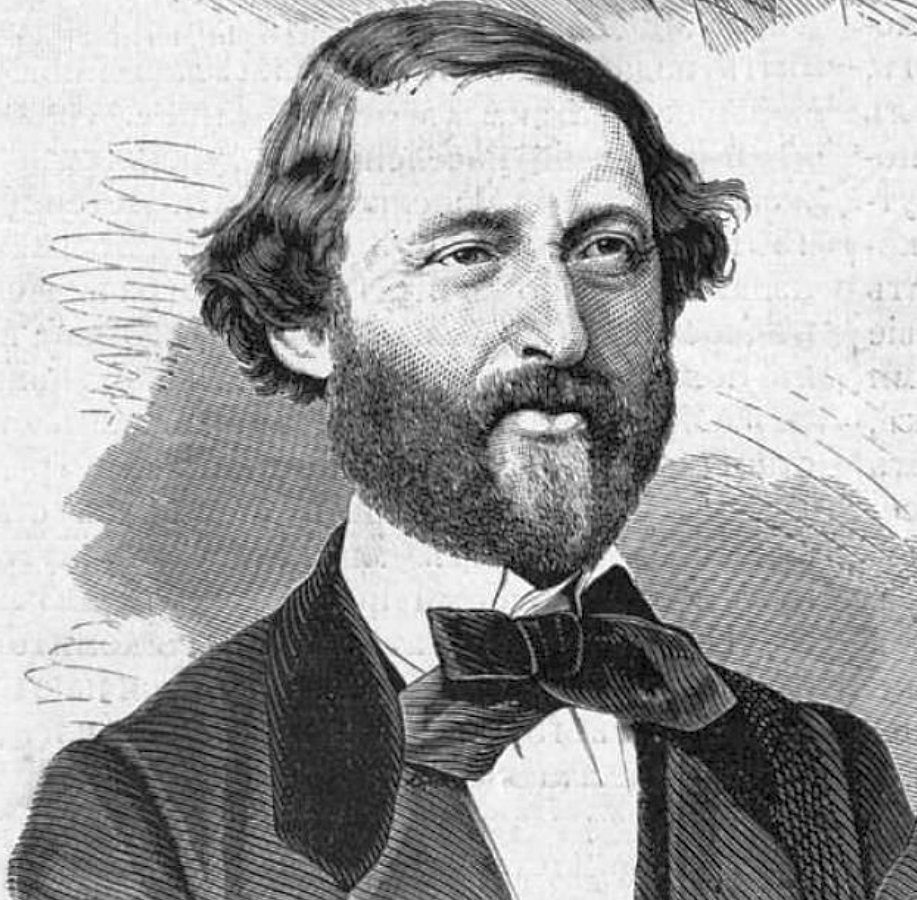
Maurice Block

Maurice Block, född 18 februari 1816 i Berlin, död 1901 i Paris, var en tysk-fransk statistiker.
Block var en tid anställd i statistiska byrån i Paris, men lämnade statens tjänst 1861 för att uteslutande ägna sig åt författarverksamhet. År 1880 blev han ledamot av Institut de France. Bland hans många arbeten kan nämnas Dictionnaire de l'administration française (1856; tredje upplagan 1862), vilket sedan 1858 kompletterades med Annuaire de l'administration française, den av Institutet prisbelönta skriften Statistique de la France (1860) samt Dictionnaire général de la politique (1862-64; ny upplaga 1874); vidare Traité théorique et pratique de statistique (1878; andra upplagan 1886), Entretiens familiers sur l'administration de notre pays (12 band, 1880-82), Les suites d'une grève (1891; "En strejk och dess följder", 1892). Hans Petit manuel d'économie politique (1873; nionde upplagan 1890) översattes på elva språk (på svenska med titel "Kort inledning till den politiska ekonomien" 1881). Åtskilliga av hans arbeten utgavs även på tyska.